# Rhoicinus urucu
Rhoicinus urucu is een spinnensoort in de taxonomische indeling van de Trechaleidae.
Het dier behoort tot het geslacht Rhoicinus. De wetenschappelijke naam van de soort werd voor het eerst geldig gepubliceerd in 1994 door Antonio D. Brescovit & Oliveira.